# Gunnar Lindgren (1884–1954)
Gunnar Abraham Konstans Lindgren, född 4 juli 1884 i Västrums församling, Kalmar län, död 8 november 1954 i Norrköpings Sankt Olai församling, Östergötlands län, var en svensk präst.

## Biografi
Gunnar Lindgren föddes 1884 i Västrums socken. Han var son till folkskolläraren och organisten Abraham Oskar Lindgren och Laura Sofia Gobom. Lindgren studerade i Västervik och vid Fjellstedtska skolan. Han blev höstterminen 1904 student vid Lunds universitet och var medlem i Kalmar nation. Lindgren avlade 31 maj 1905 teologisk-filosofisk examen och blev höstterminen 1906 medlem i Östgöta nation. Han avlade 31 januari 1908 teologie kandidatexamen och 26 maj 1908 praktiskt teologiskt prov. Lindgren prästvigdes 8 juni 1908 och blev 1 mars 1912 tillförordnad komminister i Borgs församling. Han blev 2 juli 1913 kyrkoherde i Kimstads församling med tillträdde 1 augusti 1913 och 11 juli 1925 kyrkoherde i Borgs församling med tillträde 1 maj 1926. Lindgren blev 1941 kontraktsprost i Norrköpings kontrakt.
Lindgren var ordförande i Norrköpings kyrkfond, Norrköping kyrkogårdsstyrelsen och Norrköpings kyrkofullmäktige. Han var även ledamot av Linköpings domkapitel. Samt ledamot av Vasaorden.

### Familj
Lindgren gifte sig första gången 29 maj 1915 med Edith Holst (1885–1918), dotter till stadskamreren Henrik Holst och Aagot Hjersing. De fick tillsammans sonen majoren Henrik Lindgren (1916–2003).
Lindgren gifte sig andra gången 23 juni 1921 med Mary Key-Åberg (1895–1982), dotter till majoren Christer Malcolm Hugo Key-Åberg och Emilia Åman.